# Saccoloma
Saccoloma ist die einzige Gattung der Pflanzenfamilie Saccolomataceae innerhalb der Klasse der Echten Farne (Polypodiopsida).

## Merkmale

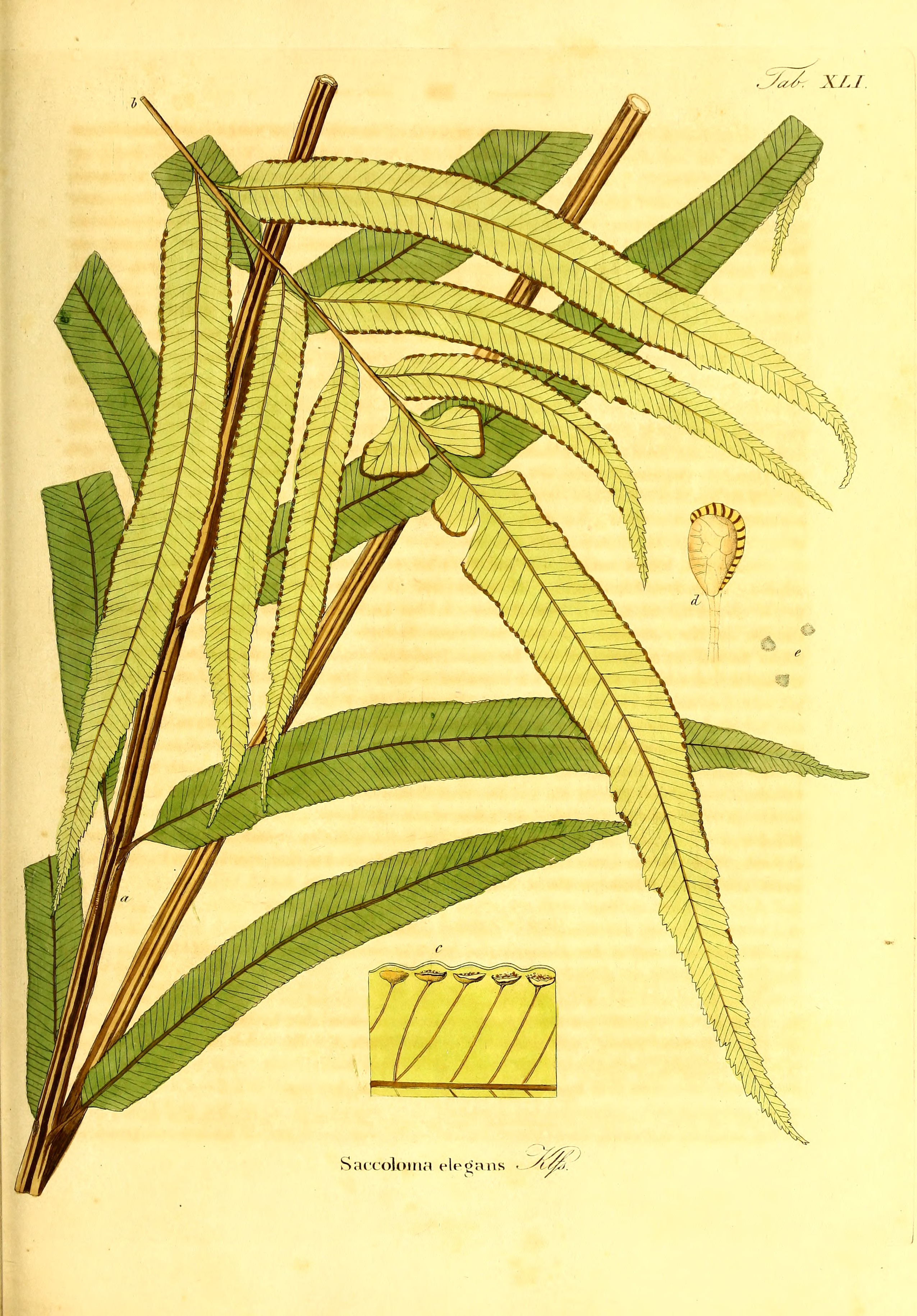
Illustration von Saccoloma elegans aus Die Farrnkräuter in kolorirten Abbildungen naturgetreu Erläutert und Beschrieben, 1840

Die Rhizome sind kurz kriechend bis aufrecht, manchmal stammähnlich, und besitzen eine Dictyostele. Die Blattstiele besitzen ein Omega-förmiges Leitbündel. Die Blattspreiten sind gefiedert bis fiederschnittig. Die Gliederhaare wie bei den nah verwandten Dennstaedtiaceae fehlen. Die Nerven endigen frei.
Die Sori stehen endständig an den Nerven. Die Indusien sind beutel- oder becherförmig. Die Sporen sind kugelig-tetraedrisch, die Oberfläche besitzt parallele, verzweigte Rippen.
Die Chromosomengrundzahl beträgt x = ca. 63.

## Systematik und Verbreitung
Die Gattung Saccoloma wurde 1820 durch Georg Friedrich Kaulfuss in Berlin. Jahrb. Pharm. Verbundenen Wiss., Band 21, Seite 51 aufgestellt. Typusart ist Saccoloma elegans Kaulf. Die Familie Saccolomataceae wurde 2008 durch Alexander Borissowitsch Doweld in Phytologia, Volume 90, Issue 3, Seite 417 aufgestellt.
Saccoloma Kaulf. ist die einzige Gattung der Familie Saccolomataceae Doweld. Die Gattung Saccoloma ist wahrscheinlich nicht monophyletisch.
Die Arten der Gattung Saccoloma wachsen terrestrisch und sie ist pantropisch verbreitet. In der Neotropis gibt es etwa acht Arten (Stand 2010).
Die Gattung Saccoloma könnte bis zu 18 Arten enthalten; beispielsweise:
- Saccoloma domingense (Spr.) Prantl: Sie kommt auf Inseln in der Karibik, in Costa Rica, Kolumbien und Venezuela vor.[3][4]
- Saccoloma elegans Kaulf.: Sie kommt in zwei Unterarten von Mexiko bis Brasilien und auf Inseln in der Karibik vor.[3][4]
- Saccoloma galeottii (Fée) A.Rojas (Syn.: Microlepia  galeottii Fée, Microlepia  caudata Fée): Diese Neukombination erfolgte 2010. Sie gedeiht hauptsächlich in Höhenlagen von 1000 bis 2500 Metern von Mexiko bis Nicaragua.[3] Nach M. Hassler kommt sie nur in Honduras und auf Guadeloupe vor.[4]
- Saccoloma inaequale (Kunze) Mett. (Syn.: Davallia inaequalis Kunze, Saccoloma moranii A.Rojas): Sie gedeiht im Tiefland in Höhenlagen von 0 bis 500, selten bis zu 1000 Metern in der Neotropis von Mexiko bis Argentinien.[3][4]
- Saccoloma laxum R.C.Moran & B.Øllg.: Sie wurde 1995 aus Ecuador erstbeschrieben.[3]
- Saccoloma  nigrescens (Mett.) A.Rojas (Syn.: Saccoloma inaequale var. nigrescens Mett., Saccoloma inaequale var. dimorphum H.Christ): Den Rang einer Art hat sie seit 2010. Sie gedeiht in Höhenlagen von selten 400 bis, meist 700 bis 2200 Metern von Costa Rica bis Panama und in Kolumbien.[3] Nach M. Hassler kommt sie nur in Bolivien und in Peru vor.[4]
- Saccoloma quadripinnatum A.Rojas: Sie wurde 2010 erstbeschrieben. Sie gedeiht in Höhenlagen von 400 bis 800, selten bis zu 1200 Metern in Costa  Rica.[3][4]
- Saccoloma squamosum R.C.Moran: Sie wurde 1992 aus Ecuador erstbeschrieben.[3]
- Saccoloma sunduei A.Rojas: Sie wurde 2010 erstbeschrieben. Sie gedeiht in Höhenlagen von meist 1500 bis 2400 (1300 bis 3200) Metern in Costa Rica.[3][4]

## Weiterführende Literatur
- Thien Tam Luong, Peter H Hovenkamp, Marc S.M. Sosef: Revision of the fern genus Orthiopteris (Saccolomataceae) in Malesia and adjacent regions. In: PhytoKeys, Volume 53 (Article IV), 2015, S. 39–71. doi:10.3897/phytokeys.53.4955
- Michael Kessler, Alan R. Smith: Prodromus of a fern flora for Bolivia. XXIII. Saccolomataceae. In: Phytotaxa, Volume 332, Issue 3, Dezember 2017, S. 287. doi:10.11646/phytotaxa.332.3.5